# 경기도의 박물관 목록
경기도의 박물관과 미술관 목록이다. 다른 지역의 박물관과 미술관의 목록은 각 지역별 문서를 참고하라.

## 국립박물관
| 박물관             | 주소                                               | 웹사이트                        |
| ------------------ | -------------------------------------------------- | ------------------------------- |
| 국립현대미술관     | 경기도 과천시 광명로 313                           | 보관됨 2015-02-13 - 웨이백 머신 |
| 산림박물관         | 경기도 포천시 소흘읍 광릉수목원로 415              |                                 |
| 세종대왕유적관리소 | 경기도 여주군 능서면 왕대리 산 83-1                |                                 |
| 지도박물관         | 경기도 수원시 영통구 월드컵로 92 국토지리정보원 내 |                                 |
| 철도박물관         | 경기도 의왕시 철도박물관로 142                     |                                 |

## 공립박물관
| 박물관                 | 주소                                                | 웹사이트                         |
| ---------------------- | --------------------------------------------------- | -------------------------------- |
| 가평현암농경유물박물관 | 경기도 가평군 북면 석장모루길 13                    |                                  |
| 경기도미술관           | 경기도 안산시 단원구 동산로 268                     |                                  |
| 경기도자박물관         | 경기도 광주시 곤지암읍 경충대로 727                 | 보관됨 2014-04-13 - 웨이백 머신  |
| 경기도박물관           | 경기도 용인시 기흥구 상갈로 6                       |                                  |
| 경기도어린이박물관     | 경기도 용인시 기흥구 상갈로 6                       | 보관됨 2014-04-30 - 웨이백 머신  |
| 고구려대장간마을       | 경기도 구리시 우미내길 41                           |                                  |
| 구리시곤충생태관       | 경기도 구리시 수택동                                |                                  |
| 남양주역사박물관       | 경기도 남양주시 와부읍 팔당로 121                   |                                  |
| 부천교육박물관         | 경기도 부천시 원미구 소사로 482 종합운동장 내       |                                  |
| 부천수석박물관         | 경기도 부천시 원미구 소사로 482 종합운동장 내       |                                  |
| 부천유럽자기박물관     | 경기도 부천시 원미구 소사로 482 종합운동장 내       |                                  |
| 부천활박물관           | 경기도 부천시 원미구 소사로 482 종합운동장 내       |                                  |
| 성호기념관             | 경기도 안산시 상록구 성호로 131                     | 보관됨 2009-08-19 - 웨이백 머신  |
| 수원광교박물관         | 경기도 수원시 영통구 광교로 182                     | 보관됨 2014-05-12 - 웨이백 머신  |
| 수원박물관             | 경기도 수원시 영통구 창룡대로 265                   |                                  |
| 수원화성박물관         | 경기도 수원시 팔달구 창룡대로 21                    |                                  |
| 실학박물관             | 경기도 남양주시 조안면 다산로747번길 16             |                                  |
| 안산어촌민속박물관     | 경기도 안산시 단원구 대부황금로 7                   |                                  |
| 안산향토사박물관       | 경기도 안산시 상록구 석호로 144 안산문화원 내       |                                  |
| 안성맞춤박물관         | 경기도 안성시 대덕면 서동대로 4726-15               | 보관됨 2015-09-23 - 웨이백 머신  |
| 양평친환경농업박물관   | 경기도 양평군 용문면 용문산로 670                   | [ 깨진 링크 ( 과거 내용 찾기 ) ] |
| 여주시향토사료관       | 경기도 여주시 신륵사길 6-12                         |                                  |
| 용인문화유적전시관     | 경기도 용인시 기흥구 동백3로 79                     | [ 깨진 링크 ( 과거 내용 찾기 ) ] |
| 이경순소리박물관       | 경기도 안성시 삼죽면 동아예대길 47 동아방송예술대학 |                                  |
| 이천시립박물관         | 경기도 이천시 경충대로2697번길 172                  | 보관됨 2015-09-24 - 웨이백 머신  |
| 이천시립월전미술관     | 경기도 이천시 엑스포길 48                           |                                  |
| 자연생태박물관         | 경기도 부천시 길주로 660                            |                                  |
| 자유수호평화박물관     | 경기도 동두천시 평화로2910번길 96-63                | 보관됨 2014-07-03 - 웨이백 머신  |
| 잠사과학박물관         | 경기도 수원시 권선구 서호로 54                      |                                  |
| 전곡선사박물관         | 경기도 연천군 전곡읍 평화로443번길 2                | 보관됨 2014-02-20 - 웨이백 머신  |
| 추사박물관             | 경기도 과천시 추사로 78                             |                                  |
| 판교박물관             | 경기도 성남시 분당구 판교로 191                     | 보관됨 2021-12-16 - 웨이백 머신  |
| 포도박물관             | 경기도 안성시 서운면 방아동길 68                    |                                  |
| 하남역사박물관         | 경기도 하남시 역말로 71                             |                                  |
| 한국만화박물관         | 경기도 부천시 원미구 도약로 1                       |                                  |
| 화성시 역사박물관      | 경기도 화성시 향남읍 행정동로 96                    |                                  |

## 사립박물관·미술관
| 박물관                       | 주소                                                   | 웹사이트                        |
| ---------------------------- | ------------------------------------------------------ | ------------------------------- |
| 가일미술관                   | 경기도 가평군 청평면 북한강로 1549                     |                                 |
| 국악음반박물관               | 경기도 양평군 서종면 내수입길15번길 45-12              |                                 |
| 김포다도박물관               | 경기도 김포시 월곶면 애기봉로275번길 187-49            |                                 |
| 나비야놀자박물관             | 경기도 광명시 장절로 56-16                             |                                 |
| 남송미술관                   | 경기도 가평군 북면 백둔로 322                          |                                 |
| 누에박물관                   | 경기도 화성시 향남읍 은행나무로 591                    |                                 |
| 덕포진교육박물관             | 경기도 김포시 대곶면 덕포진로103번길 90                | 보관됨 2015-09-25 - 웨이백 머신 |
| 돌석도예박물관               | 경기도 안양시 만안구 병목안로 306                      |                                 |
| 돼지박물관                   | 경기도 이천시 율면 임오산로372번길 129-7               | 보관됨 2014-04-06 - 웨이백 머신 |
| 두루뫼박물관                 | 경기도 파주시 법원읍 초리골길 278                      |                                 |
| 둥지박물관                   | 경기도 용인시 처인구 원삼면 후평로185번길 88           |                                 |
| 마가미술관                   | 경기도 용인시 처인구 모현면 문형동림로101번길 37       | 보관됨 2014-05-08 - 웨이백 머신 |
| 마니커닭박물관               | 경기도 동두천시 평화로 3189                            |                                 |
| 마사박물관                   | 경기도 과천시 경마공원대로 107 KRA 마사박물관          |                                 |
| 만해기념관                   | 경기도 광주시 중부면 남한산성로792번길 24-7            |                                 |
| 모란미술관                   | 경기도 남양주시 화도읍 경춘로2110번길 8                |                                 |
| 목아박물관                   | 경기도 여주군 강천면 이문안길 21                       |                                 |
| 목암미술관                   | 경기도 고양시 덕양구 호국로1907번길 150                |                                 |
| 무의자미술관                 | 경기도 남양주시 평내로 9                               |                                 |
| 바탕골미술관                 | 경기도 양평군 강하면 강남로 50                         |                                 |
| 박물관 얼굴                  | 경기도 광주시 남종면 분원리 68번지                     |                                 |
| 배다리술박물관               | 경기도 고양시 덕양구 수역이길 120-24                   |                                 |
| 부천로보파크전시관           | 경기도 부천시 원미구 평천로 655                        |                                 |
| 분당자연박물관               | 경기도 성남시 분당구 불정로 50 주택전시관 3층          |                                 |
| 산사원                       | 경기도 포천시 화현면 화동로432번길 25                  |                                 |
| 삼성화재교통박물관           | 경기도 용인시 처인구 포곡읍 에버랜드로376번길 171      | 보관됨 2014-12-18 - 웨이백 머신 |
| 서호미술관                   | 경기도 남양주시 화도읍 북한강로 1344                   |                                 |
| 선바위미술관                 | 경기도 과천시 무네미길 34                              |                                 |
| 세중옛돌박물관               | 경기도 용인시 처인구 양지면 양지대로 155               |                                 |
| 소다미술관                   | 경기도 화성시 효행로 707번길 30                        |                                 |
| 소전미술관                   | 경기도 시흥시 소래산길 41                              |                                 |
| 신세계한국상업사박물관       | 경기도 용인시 처인구 남사면 화곡로 77                  |                                 |
| 아름다운돌박물관             | 경기도 양주시 백석읍 권율로 937                        |                                 |
| 아프리카예술박물관           | 경기도 포천시 소흘읍 광릉수목원로 967                  |                                 |
| 아해한국전통문화어린이박물관 | 경기도 과천시 추사로 133                               |                                 |
| 어우재미술관                 | 경기도 여주시 점동면 어우실길 261                      | 보관됨 2014-03-31 - 웨이백 머신 |
| 여성생활사박물관             | 경기도 여주군 강천면 강천로 324-20                     |                                 |
| 여주잠사민속박물관           | 경기도 여주시 향교로 70                                |                                 |
| 영은미술관                   | 경기도 광주시 청석로 300                               |                                 |
| 영집궁시전시관               | 경기도 파주시 탄현면 국원말길 168                      |                                 |
| 옛생활체험박물관             | 경기도 파주시 탄현면                                   |                                 |
| 오남공룡체험전시관           | 경기도 남양주시 오남읍 팔현로175번길 214-24            |                                 |
| 왈츠& 닥터만 커피박물관      | 경기도 남양주시 조안면 북한강로 856-37                 |                                 |
| 용주사효행박물관             | 경기도 화성시 용주로 136                               |                                 |
| 우석헌자연사박물관           | 경기도 남양주시 진접읍 금강로 1095                     |                                 |
| 유진민속박물관               | 경기도 고양시 덕양구 고양대로1670번길 78-11            |                                 |
| 이영미술관                   | 경기도 용인시 기흥구 흥덕4로 63                        |                                 |
| 일본군위안부역사관           | 경기도 광주시 퇴촌면 가새골길 85                       |                                 |
| 자연생태박물관 (들꽃수목원)  | 경기도 양평군 양평읍 경강로 1698                       |                                 |
| 잔아문학박물관               | 경기도 양평군 서종면 사랑제길 9-9                      |                                 |
| 재미있는추억박물관           | 경기도 파주시 탄현면 법흥리                            |                                 |
| 제비울미술관                 | 경기도 과천시 제비울길 111                             |                                 |
| 조명박물관(필룩스)           | 경기도 양주시 광적면 광적로 235-48                     |                                 |
| 조선관요박물관               | 경기도 광주시 곤지암읍 삼리 산26-9                     |                                 |
| 죽포미술관                   | 경기도 여주시 산북면 고촌길 26-10                      |                                 |
| 중남미문화원병설박물관       | 경기도 고양시 덕양구 대양로285번길 33-15               |                                 |
| 증권박물관                   | 경기도 고양시 일산동구 호수로 358-8 증권예탁결제원 6층 |                                 |
| 창조자연사박물관             | 경기도 시흥시 두문로71번길 4                           |                                 |
| 청암민속박물관               | 경기도 양주시 장흥면 권율로 83-5                       |                                 |
| 충현박물관                   | 경기도 광명시 오리로347번길 5-5                        |                                 |
| 캐니빌리지                   | 경기도 성남시 분당구 석운로164번길 19 CRA전시장        |                                 |
| 타임앤블레이드박물관         | 경기도 파주시 탄현면 헤이리마을길 41                   |                                 |
| 테마동물원 Zoozoo            | 경기도 고양시 덕양구 원당로458번길 7-42                |                                 |
| 토지주택박물관               | 경기도 성남시 분당구 돌마로 172 LH본사 내              | 보관됨 2013-09-26 - 웨이백 머신 |
| 파주나비나라박물관           | 경기도 파주시 광인사길 161                             |                                 |
| 퍼즐파빌리온                 | 경기도 파주시 탄현면 헤이리마을길 93-75                |                                 |
| 폰박물관                     | 경기도 여주시 점동면 오갑산길 148-124                  |                                 |
| 풀짚공예박물관               | 경기도 광주시 문형산길 76                              |                                 |
| 한국기독교역사박물관         | 경기도 이천시 대월면 대평로214번길 10-13               |                                 |
| 하비인                       | 경기도 과천시 막계동                                   |                                 |
| 한가원                       | 경기도 포천시 영북면 산정호수로322번길 26-9            |                                 |
| 한국근현대사박물관           | 경기도 파주시 탄현면 헤이리마을길 59-85                |                                 |
| 한국등잔박물관               | 경기도 용인시 모현읍 능곡로56번길 8                    |                                 |
| 한국미술관                   | 경기도 용인시 기흥구 마북로 244-2                      |                                 |
| 한국민속촌박물관             | 경기도 용인시 기흥구 민속촌로 90                       |                                 |
| 한국카메라박물관             | 경기도 과천시 대공원광장로 8                           |                                 |
| 한립토이뮤지엄               | 경기도 파주시 탄현면 헤이리마을길 25                   | 보관됨 2014-05-16 - 웨이백 머신 |
| 한생연 인체과학박물관        | 경기도 고양시 일산서구 중앙로 1576                     |                                 |
| 한얼고문서유물관             | 경기도 여주시 대신면 대신1로 298                       |                                 |
| 한얼과학문화관               | 경기도 여주시 대신면 대신1로 298                       |                                 |
| 한얼산업디자인유물관         | 경기도 여주시 대신면 대신1로 298                       |                                 |
| 한얼의학유물관               | 경기도 여주시 대신면 대신1로 298                       |                                 |
| 한얼전적유물관               | 경기도 여주시 대신면 대신1로 298                       |                                 |
| 한얼카메라유물관             | 경기도 여주시 대신면 대신1로 298                       |                                 |
| 한향림옹기박물관             | 경기도 파주시 탄현면 헤이리마을길 96-43                |                                 |
| 해강도자미술관               | 경기도 이천시 신둔면 경충대로3150번길 44               | 보관됨 2014-04-12 - 웨이백 머신 |
| 현대도자미술관               | 경기도 여주시 현암3길 142                              |                                 |
| 호암미술관                   | 경기도 용인시 처인구 포곡읍 에버랜드로562번길 38       |                                 |
| 환경재생조형박물관           | 경기도 양평군 강상면 강남로 981                        |                                 |

## 대학교 박물관
| 박물관                        | 주소                                                 | 웹사이트 |
| ----------------------------- | ---------------------------------------------------- | -------- |
| 경기대학교 박물관             | 경기도 수원시 영통구 광교산로 154-42                 |          |
| 경희대학교혜정박물관          | 경기도 용인시 기흥구 덕영대로 1732                   |          |
| 단국대학교석주선기념박물관    | 경기도 용인시 수지구 죽전로 152                      |          |
| 명지대학교 박물관             | 경기도 용인시 처인구 명지로 116                      |          |
| 서울보건대범석박물관          | 경기도 성남시 수정구 산성대로 553                    |          |
| 수원대학교박물관              | 경기도 화성시 봉담읍 와우안길 17                     |          |
| 아주대학교 박물관             | 경기도 수원시 영통구 월드컵로 164                    |          |
| 용인대학교박물관              | 경기도 용인시 처인구 용인대학로 134                  |          |
| 중앙대학교박물관              | 경기도 안성시 대덕면 서동대로 4726                   |          |
| 청강문화산업대만화역사박물관  | 경기도 이천시 마장면 청강가창로 389-94               |          |
| 한국외국어대학교박물관        | 경기도 용인시 처인구 모현면 외대로 81                |          |
| 한신대학교 박물관             | 경기도 오산시 한신대길 137                           |          |
| 한국항공대학교 항공우주박물관 | 경기도 고양시 덕양구 항공대학로 76 한국항공대학교 내 |          |
| 협성대학교성서고고학박물관    | 경기도 화성시 봉담읍 최루백로 72                     |          |

## 같이 보기
- 대한민국의 박물관과 미술관 목록
- 서울특별시의 박물관과 미술관 목록